# سرگئی آلشکوف
سرگئی آلشکوف (به روسی: Сергей Алешков / متولد: ۱۵ فوریه ۱۹۳۶) کوچک‌ترین سرباز جنگ جهانی دوم اهل روسیه بود که در سن ۶ سالگی در نبرد بزرگ استالینگراد خدمت کرد.

## زندگی
سرگئی با خانواده‌اش (مادر و برادر بزرگترش) در یکی از روستاهای دهکدهٔ جنگلی گرین در استان کالوگا و در کشور روسیه زندگی می‌کردند. پدر سرگئی قبل از جنگ از دنیا رفته بود. در آن زمان این روستا به پایگاهی برای پارتیزان‌ها تبدیل شد و در تابستان۱۹۴۲ سربازان آلمانی به‌طور غیرمنتظره‌ای به این روستا حمله کردند و تمام پارتیزان‌ها و مردم آن روستا را به جرم همدستی به اعدام محکوم کردند. برادر سرگئی که (پتیا) نام داشت به دار آویخته شد درحالی که مادرش برای دفاع از او مورد هدف گلوله قرار گرفت.